# Campanario, Spanien
Campanario är en kommunhuvudort i Spanien.   Den ligger i provinsen Provincia de Badajoz och regionen Extremadura, i den centrala delen av landet, 240 km sydväst om huvudstaden Madrid. Campanario ligger 397 meter över havet och antalet invånare är 5 522.
Terrängen runt Campanario är platt. Runt Campanario är det ganska glesbefolkat, med 21 invånare per kvadratkilometer. Närmaste större samhälle är Villanueva de la Serena, 19,9 km nordväst om Campanario. Trakten runt Campanario består till största delen av jordbruksmark.